# Bukova zelenka
Bukova zelenka (lat. Phegopteris), rod papratnica iz porodice Thelypteridaceae, dio reda osladolike. Postoji 7 vrsta iz Euroazije i Sjeverne Amerike
U Hrvatskoj raste jedna vrsta koju nazivaju imenom roda, bukova zelenka, Phegopteris connectilis.

## Vrste
1. Phegopteris connectilis (Michx.) Watt
2. Phegopteris decursive-pinnata (H.C.Hall) Fée
3. Phegopteris excelsior N.R.Patel & A.V.Gilman
4. Phegopteris hexagonoptera (Michx.) Fée
5. Phegopteris koreana B.Y.Sun & C.H.Kim
6. Phegopteris taiwaniana T.Fujiw., Ogiso & Seriz.
7. Phegopteris tibetica Ching

## Sinonimi
- Lastrella (H.Itô) Nakai
- Phegopteris sect.Lastrella H.Itô, Nakai & Honda
- Polypodium subgen.Phegopteris (C.Presl) C.B.Clarke
- Polypodium subgen.Phegopteris C.Presl
- Thelypteris subgen.Phegopteris (C.Presl) Ching
- Thelypteris subgen.Phegopteris sect.Phegopteris K.Iwats.
- Phegopteris sect.Lastrella H.Itô, Nakai & Honda
- Thelypteris subgen.Phegopteris sect.Lastrella K.Iwats.